# 서울 지장암 소조지장보살좌상 및 복장유물
지장암 소조지장보살좌상 및 복장유물(地藏庵 塑造地藏菩薩坐像 및 服藏遺物)은 서울특별시 종로구 창신동, 지장암에 있는 조선시대의 불상 및 복장유물이다. 2012년 3월 22일 서울특별시의 문화재자료 제55호로 지정되었다.

## 개요
선정인을 한 이 지장보살좌상은 1889년에 제작된 소조상으로, 조선말의 특징을 잘 보여주고 있다. 삭발한 머리를 한 노승(老僧)모습의 얼굴은 이마가 넓고 눈, 코, 입, 귀가 큼직한데다 뺨이 팽창되어 미소를 띤 나한상을 연상하게 한다. 어깨가 위축된 상체는 빈약하여 양감이 줄어든 반면 결가부좌(結跏趺坐)한 하체(下体)는 무릎이 높은 편이다.
착의법은 통견식으로 가사를 2벌 겹쳐 입었고, 옷주름은 왼쪽 옷깃과 반달형 대의(大衣)자락 선, 오른팔을 내린 선, 양팔 소매 깃, 두 발목에서 흘러내린 선, 군의의 상단과 띠매듭 등, 이러한 착의법과 옷주름선은 통도사 자장암의 1896년 마애불상과 비교된다고 할 수 있다. 이처럼 이 지장보살상은 괴이한 노승의 모습과 빈약한 상체에 비해서 유난히 큼직한 하체, 혼란스러운 선묘 등에서 형식화의 특징이 나타나고 있어서 조선조 말의 양식적 특징을 보여주는 중요한 작품이라 할 수 있다.

## 조성기
<조성기>

於大靑光緖十五年四月上壇後幀神 衆幀現王幀獨聖幀山神幀畢五月 地藏塑像一位改金新造成而

奉安于｣ 京城外三角山紅樹洞 地藏庵

證明比丘 圃耘 昞肅

畵師比丘 慶船 應釋｣ 沙彌 彰祐

誦呪優婆世廣音

淨桶優婆世圓覺

化主優婆世圓覺

同參施主各各等結緣功德

願以比功德 普及於一切

我等與众(衆)生 當生極樂國

同見無量壽 皆共成佛道

## 문화재 지정사유
1889년 조성기에 의하면 중생이 모두 극락에 태어나서 무량수불(아미타불)을 뵙고 깨달음을 이루게 해달라는 소원에서 제작된 이 상은 당대 최고 화승인 응석이 지장암에서 조성하여 봉안한 소 지장보살좌상이다. 따라서 이 상은 지장암이 1889년 이전에 창건되었다는 것을 암시할 뿐만 아니라 자료가 귀한 19세기 말 塑 불상조각의 예로서 중요한 자료이므로 서울특별시 문화재자료로 지정되었다.

## 같이 보기
- 지장암

## 참고 자료
- 지장암 소조지장보살좌상 및 복장유물 - 국가유산청 국가유산포털